# Willard Scott
Willard Scott Herman, Jr. (Alexandria, 7 de março de 1934 – 4 de setembro de 2021) foi uma personalidade da mídia americana e autor conhecido por seu trabalho na televisão no Today Show da NBC e como o criador do personagem Ronald McDonald.
Scott cresceu na seção Rosemont de Alexandria, estudou na George Washington High School. Ele demonstrou interesse por radiodifusão aos 16 anos de idade, trabalhando em 1950 em um programa da NBC na WRC-AM, estação NBC de rádio. Scott, em seguida, foi para a American University, onde ele trabalhou ao lado de seu colega Ed Walker em WAMU-AM, na estação de rádio da universidade (1951-1953). Scott tornou-se um membro da fraternidade Alpha Phi Sigma enquanto na American University, graduou-se com um bacharel em filosofia e religião.
Atuou em 1963-1966 como Ronald McDonald para uma franquia do McDonald's em Washington, DC, depois de atuar como o palhaço Bozo. Quando interpretava Bozo, em seu programa era feito merchandising do McDonald's, mas criou o palhaço Ronald McDonald e começou a interpretar o palhaço (consequentemente, começou a trabalhar no McDonald's). Scott foi a primeira pessoa a usar a fantasia de Ronald McDonald. Ele escreveu em seu livro, A alegria de viver que ele criou o personagem Ronald McDonald, a pedido da cadeia de restaurantes de fast-food.
Em um documentário de Morgan Spurlock, Eric Schlosser alegou que o McDonald's substituiu Scott por conta de seu peso, supostamente preocupado com a imagem do McDonald's.
Em 1990 e 1992 apresentou edições do concurso de culinária Pillsbury Bake-Off.
Scott morreu em 4 de setembro de 2021, aos 87 anos de idade.